# Митрополит Пётр в житии
«Митрополит Пётр в житии» (также «Митрополит Пётр с житием») — житийная икона, приписываемая иконописцу Дионисию. Датируется 1480-ми годами. Вместе с парной ей иконой «Митрополит Алексей в житии» является самой ранней из житийных икон святителей Москвы. В настоящее время находится в Успенском соборе Московского кремля (инв. 3228 соб/ж-258).

## Вопрос датировки
Неизвестно, когда икона поступила в Успенский собор, возможно, это были 1480-е годы. В 1481 году мастерская Дионисия получила заказ на выполнение иконостаса для Успенского собора, освящённого за два года до того. Возможно, именно в это время и были выполнены житийные иконы Петра и Алексея.
Документальных свидетельств об авторстве иконы не сохранилось. Впервые предположение о принадлежности кисти Дионисия икон «Митрополит Пётр в житии» и «Митрополит Алексей в житии» было высказано А. Грищенко в 1917 году. Вслед за Грищенко все авторы приписывают создание икон либо самому Дионисию, либо его мастерской.
Обе иконы впервые были описаны в 1914 году В. Бориным в статье «Две иконы новгородской школы XV века свв. Петра и Алексея, митрополитов московских». В своей работе Борин дал расшифровку сюжетных клейм икон. Однако он опирался на позднейшие надписи, выполненные при реставрации, некоторые сюжеты были определены неверно. В свою очередь это привело к ошибочным датировкам. Так, создание иконы Петра Борин относил к периоду до 1472 года (этот год были перенесены мощи Петра в Успенский собор), а иконы Алексея — после 1483 года. Несмотря на довольно большой разброс датировок обеих икон, Борин видел в них стилистические сходства и не сомневался, что они принадлежат одному автору и «написаны одновременно».
В дальнейшем А. Некрасов датировал обе иконы 1481 годом, В. Лазарев — периодом между 1462 и 1483 годами, М. Алпатов — ранним периодом творчества Дионисия, Н. Мнева («Художественные памятники московского Кремля», 1956) относит их создание к концу XV века, она же в своей работе «Искусство московской Руси второй половины XIV—XVII веков» (1965), так же, как и В. Антонова, склоняется к более поздней датировке.

## Описание
Митрополит Пётр Ратенский (вторая половина XIII века — 1326) — митрополит Киевский и всея Руси, первый из митрополитов Киевских, имевших (с 1325 года) постоянное местопребывание в Москве, сподвижник Ивана Калиты.
Несмотря на то, что не сохранилось никаких свидетельств о создании житийных икон митрополитов Петра и Алексея, несомненно, они задумывались как парные, объединённые одной идеей, духовной и политической. Об этом свидетельствуют одинаковые размеры досок, схожее композиционное построение, одинаковое число клейм. Крайние верхний и нижний ряды клейм, не имеющие разделений между сюжетами, представляют собой единую ленту, причём в обеих иконах верхний фриз составляют шесть сцен, а нижний — пять. Как считает В. Лазарев, несмотря на то, что они были парными, диптих иконы не образовывали.
По византийскому образцу, русские житийные иконы объединяли образ святого, который обыкновенно изображался на среднике, и клейма с эпизодами из его жизни. Митрополит Пётр предстаёт «как идеальный русский первосвященник», чудотворец, один из создателей Московского государства.
Обе иконы отличает необычно активное для русской иконописи использование белого цвета, добавленного в остальные краски и объединяющего цвета в светоносную симфонию. Фигура Митрополита выделяется на светлом фоне с орнаментом, изображающим облака.
Фигуры обоих митрополитов выполнены в почти неуловимом, лёгком развороте: они обращены друг к другу, поэтому, возможно, изображение Петра должно было располагаться слева, а Алексея, соответственно, справа.

### Сюжеты клейм
Описание сюжетов даётся с крайнего левого верхнего клейма движение слева направо с первого верхнего ряда вниз.
1. Видение матери Петра во сне агнца.
2. Родители отдают сына в обучение.
3. Пострижение.
4. Поставление в иереи.
5. Обучение иконописанию.
6. Монастырские труды и поселение на реке Рати.
7. Петр принимает благословение от киевского митрополита Максима. Подношение митрополиту иконы Богоматери, написанной Петром.
8. Галицко-волынский князь беседует с Петром о поставлении в митрополиты.
9. Поездка Петра и его соперника за кафедру митрополита Геронтия в Константинополь, явление последнему Богоматери.
10. Получение Петром благословения константинопольского патриарха Афанасия.
11. Поставление Петра в митрополиты.
12. Прощение тверского епископа Андрея, обвинявшего Петра в симонии.
13. Строительство Петром Успенского собора в Москве и собственной гробницы близ жертвенника.
14. Сон Ивана Калиты с предсказанием великого будущего ему и его потомкам.
15. Ангел приносит Петру известие о его кончине.
16. Петр завещает Протасию завершить постройку собора и передает ему средства.
17. Перенесение тела Петра в Успенский собор.
18. Погребение митрополита Петра.
19. Чудеса исцеления у гроба святителя Петра.

И. Данилова в публикации «Житийные иконы митрополитов Петра и Алексея из Успенского собора в Кремле в связи с русской агиографией» (1963) сопоставляет сюжеты клейм, совпадающие на обеих иконах: 1) Видение отрока; 2) Вступление в монастырь; 3) Встреча с митрополитом; 4) Поездка в Царьград; 5) Соперничество с Геронтием (у Петра) или Романом (у Алексея); 6) Чудо на море; 7) Визит в Орду; 8) Встреча с князем; 9) Возведение Успенского собора (у Петра) или Чудова монастыря (у Алексея); 10) Постройка собственной гробницы; 11) Предсмертная литургия; 12) Беседа с монахами; 13) Смерть и погребение; 14) Обретение мощей; 15) Чудеса у мощей святителя.
Несмотря на параллели в житиях Петра и Алексея, иконописец избежал повторений при изображении сцен в клеймах. Это обстоятельство, по мнению И. Даниловой, доказывает, что с самого начала Дионисий собирался воплотить в двух произведениях единое повествование. Его первая часть — житие Петра, ставшего к тому времени для современников Дионисия легендарной личностью, героем древнего сказания.

## Сохранность
Сохранность иконы хорошая. Верхний красочный слой местами незначительно смыт. Все надписи были поновлены (иногда с ошибками) при позднейших записях и реставрациях. Поля золотые, фоны клейм золотые.